# لیان

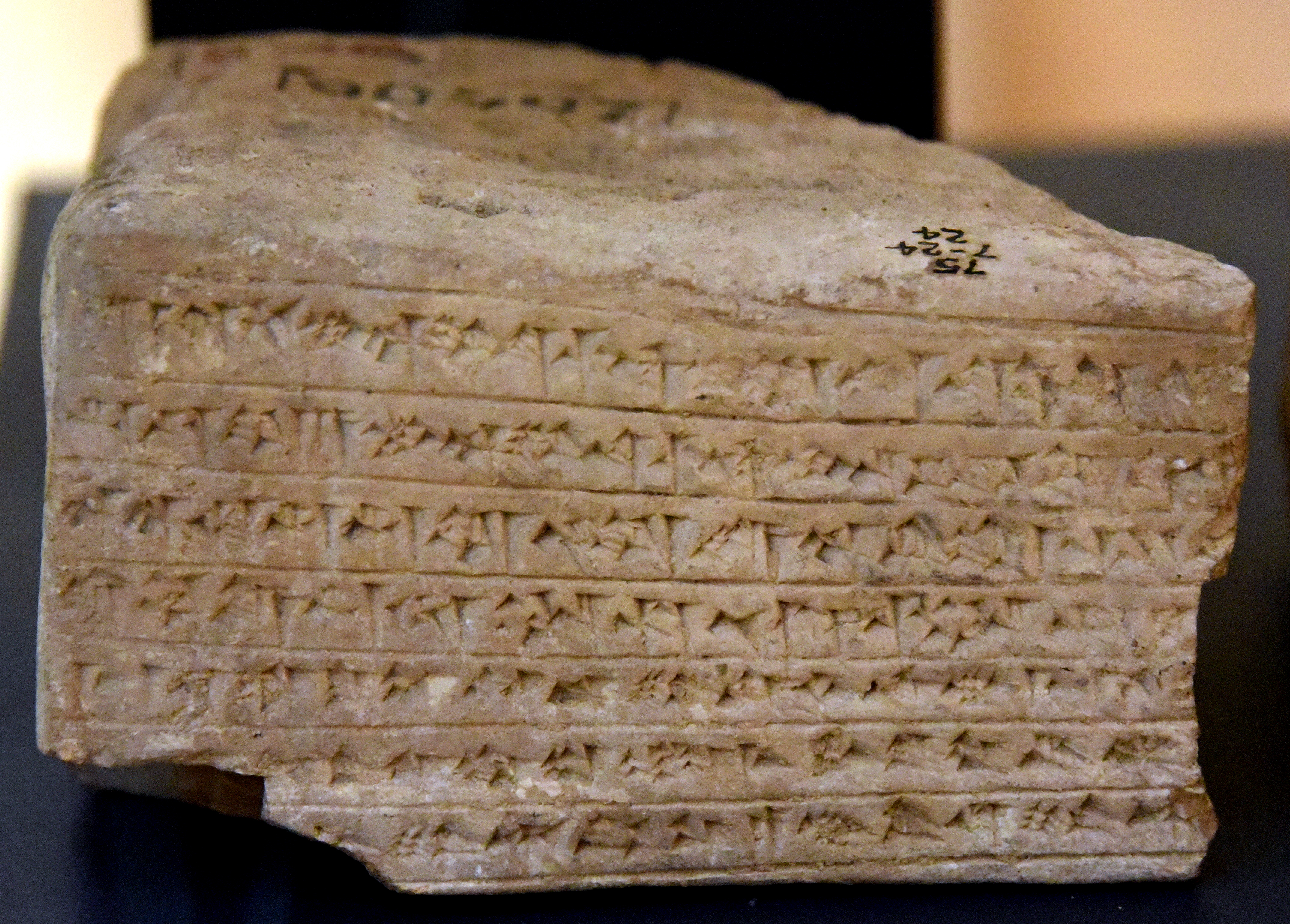
آجر سفالی پخته شده ایلامی که در بوشهر یافت شده و در موزه بریتانیا نگهداری می‌شود. در این کتیبه به خط میخی نام پادشاه ایلامی شیلهک اینشوشیناک اول ذکر شده‌ است. این کتیبه مربوط به دوره ایلام میانه، ۱۱۵۰–۱۱۲۰ پ.م. است.

لیان بندری ایلامی در خلیج پارس در نزدیکی بندر امروزی بوشهر معروف بوده است. لیان مکانی است که هومان نومنا برای کیریریشا و هومبان معبدی بنا کرده بوده است. بعدها در حوالی ۱۲۵۰ پیش از میلاد در زیگورات معبدی برای وی نیز بنا شد.
کریریشا در زبان ایلامی به معنای الههٔ بزرگ بوده است و در آغاز به نام بانوی لیان بوده است 
وی خیلی اوقات مادر بزرگ یا مادر مقدس خوانده شده است. به نظر می‌رسد که وی بیشتر در جنوب ایلام پرستیده می‌شده‌ است. در حالی که خدایی دیگر به نام پینیکر مقام وی را در شمال داشته است. در حول ۱۸۰۰ پیش از میلاد این دو خدا یکی می‌شوند. بعدها پرستش وی تا شهر سلئوسیا نیز گسترش یافت.

## آجرها
دو آجر نوشته یافته شده در بوشهر به شکل زیر می‌باشند و ترجمه آنها نیز نوشته شده‌ است.

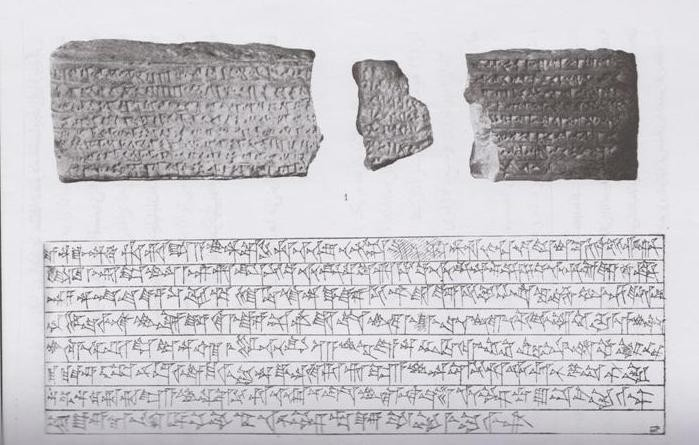

1. آنها، خدایان «گل» GAL، «کی.ری.ری. شا» و «باهاهوتیپ» لیان من (؟) هومبان نومن پسر آتارکیتا.
2. از امپراتوری وسیع، دژقوی هاتامتی، شهر قوی هاتامتی، پادشاهی.
3. از آنزان و شوش، این تصمیم خدایان «گل» است، «گل» مرا دوست داشته، و مورد بخشش قرار داده و طول عمر مرا استوار نگه داشته است.
4. این «شوشیناک» به من سلطنت ارزانی نموده است. برای زندگی «میشیروه» و…
5. زندگی ریشاپ لا در معبدی که قسمتی از آن ویران شده به پایان رسیده است.
6. بنایی استوار {را} من ساختم، برای خدایان «گل»، «کی.ری.ری. شا» و «باهاهوتیپ» و به آن اهدا نمودم.
7. خدایان گل، کی.ری.ری. شا و باهاهوتیپ، آیا مالکیت روح {زندگانی} را می‌توانند به من عطا کنند؟
8. پادشاهی آرزوی من است، آیا آنها می‌توانند آن را برای من ابدی کنند؟

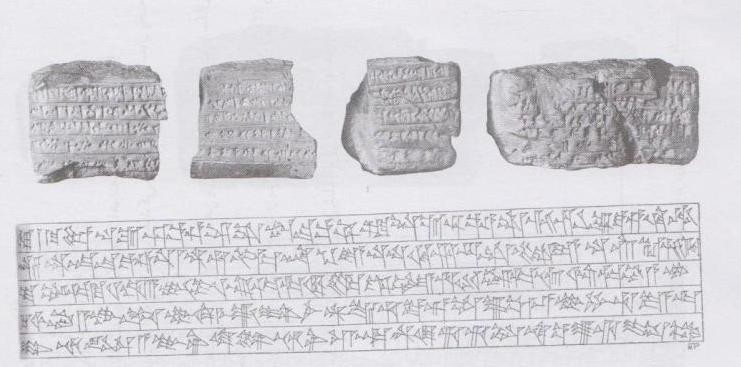

1. من شیلهاک این شوشیناک، پسر شوتروک ناهونته، خدمتگزار محبوبم.
2. کی.ری.ری. شا و این شوشیناک، پادشاه آنزان و شوش. هومبان من، معبد.
3. کی.ری.ری. شا (بانوی) لیان، با سفال پخته شده(؟) ساخته شد و با ویران شدنش، من بار دیگر آن را برپا داشتم.
4. با سفال اری تو محکم و آن را ساختم، برای زندگیم، ناهونته اوتو.
5. و هو ته لو دوش این شوشیناک و لاگمار همرو شیلیهنا و کوتیر خومبان.
6. و ایش نی گاپارت والها لا هو اوروتوک و اوتوهی هی پی نی کیر.
7. مثل همه بخشندگانمان آن را به الهه (بانو) خودم «کی.ری.ری. شا» اهدا نمودم.